# 300150 Lantan
300150 Lantan este o planetă minoră (asteroid) din Outer Main Belt⁠(d). A fost descoperită pe 12 noiembrie 2006 la Lulin Observatory⁠(d) de Lin Hongqin⁠(d) și a fost numită după 嘉義市東區蘭潭國民小學⁠(d). 
Obiectul prezintă o orbită caracterizată de o semiaxă mare de 3,2035511295051 UAi, o excentricitate de 0,17838663939887, o înclinație de 4,6080009652705 ° în raport cu ecliptica.